# 埃尔奥约德皮纳雷斯
埃尔奥约德皮纳雷斯，是西班牙卡斯蒂利亚-莱昂阿维拉省的一个市镇。 总面积81km2, 总人口2345人（2001年），人口密度29人/km2。